# Politična ureditev Rimskega kraljestva

### Kralj
Rimska država je bila v prvih stoletjih monarhija, vladal pa ji je kralj (lat. rex). Vsi kralji, z izjemo prvega, Romula, so bili izvoljeni z doživljenjskim mandatom. Med prvimi štirimi ni nobene sorodstvene povezave, medtem ko so si bili zadnji tri v sorodu.
Kraljeve insignije so bile: dvanajst liktorjev, ki so nosili svežnje protja s sekirami (lat. fasces), vijoličasta toga (lat. toga picta), rdeči čevlji in bela krona.
Nekateri sodobni zgodovinarji menijo, da je bila vrhovna oblast v rokah ljudstva in da je bil kralj le izvršni predstojnik senata in ljudstva, nekateri pa menijo, da je imel kralj suvereno oblast in da sta imela senat in ljudstva le manjši vpliv na njegovo moč. 
Po predvidevanju, da je bil kralj suveren v običajnem smislu, je opravljal naslednje dolžnosti:
1. predstojnik izvšilne oblasti (~premier) – lahko je vsilil zakone, upravljal je državno last, odločal je o osvojenem ozemlju in nadziral javna dela;
2. poveljnik vojske – vpoklical in organiziral je legije, postavil poveljnike in odločal o vojni;
3. vrhovni diplomat – predstavljal je Rim pred drugimi državami in sprejemal tuje veleposlanike;
4. vrhovni svečenik – bil je uradni predstavnik Rima pred bogovi; imel je velik vpliv na religijo
5. vrhovni zakonodajalec – izoblikoval in predal je predloge zakonov comitii curiati;
6. vrhovni sodnik.

### Senat
Romulus je senat (iz lat. senex, kar pomeni starec, torej je senatus »svet rodovnih starešin«) ustanovil tako, da je izbral najplemenitejše može in jih postavil v kraljevi sosvet. Senat je sprva sestavljalo 100 mož (iz plemena Ramnes ali Rimljani), po združitvi s Sabinci se je število senatorjev povečalo na 200 (pleme Tities ali Sabinci), končno pa ga je Tarkvinij Prisk s stotimi Etruščani (pleme Luceres) povečal na tristo mož. Člani so bili imenovani patres (lat. očetje), njihovi potomci pa so postali patriciji oz. aristokracija. Senatorji so bili že v času monarhije razdeljeni na dva dela: patres majorum gentium in patres minorum gentium; slednji so bili tako poimenovani najverjetneje zato, ker so prihajali iz gentes, ki so mesta v senatu pridobili kasneje.
Patres ali senatorji so bili izbrani iz vodilnih gentes (skupina družin s skupnim prednikom). Članstvo v senatu ni bilo dosmrtno, pač pa je bilo odvisno od kralja, ki jih je vpoklical. Kralj je torej lahko med svojo vladavino zamenjal senatorje, naslednji kralj pa je lahko stare senatorje obdržal, ali pa jih postavil po svoji volji.
Senat v rimskem kraljestvo je imel tri glavne naloge: služil je kot izvršilna oblast, kot sosvet za kralja in kot zakonodajno telo po dogovoru z rimskim ljudstvom. Po tem, ko je predlagani zakon dosegel strinjanje comitie curiate, je lahko senat nanj vložil veto, ali pa ga sprejel kot zakon. Kralj je ob težjih odločitvah lahko nasvet poiskal pri senatu, vendar ga ni rabil nujno upoštevati. Samo kralj je lahko sklical sejo senata, razen med interregnumom, ko se je senat lahko sklical sam. Naloga senata med tem časom je bila izvolitev novega kralja.
Ko je kralj umrl, so izbrali člana senata (interrex), ki je predlagal kandidata za novega kralja. Ko je senat odobril predlaganega, ga je ljudstvo izvolilo, na koncu pa ga je senat potrdil.
V času republike se je vloga senata zaradi spremembe nekaterih institucij nekoliko spremenila.

### Comitia Curiata
Comitia curiata (skupščina kurij) je bilo edino zakonodajno telo v času monarhije. Skupščina je bila razdeljena na 30 kurij (lat. curia), po 10 za vsako pleme (Ramnes, Tities, Luceres). Vsi člani kurije so imeli volilno pravico. Vsi patriciji so bili člani skupščine. Večina glasov v posamezni kuriji je odločila o glasu celotne kurije. Večina glasov vseh kurij je predstavljala mnenje celotne skupščine.
Comitia curiata je dejansko imela zelo majhno moč in ni bila samostojno telo. Skupčino je lahko sklical zgolj kralj ali interrex. Redno je bila sklicana prvi dan v mesecu (kalende) ter konec prvega tedna v mesecu (none); na teh sejah so se seznanjali s tekočimi dogodki. Skupščina je glasovala le o predlogih kralja in razglasu vojne. Večina predlogov, za katere je kralj zaprosil za mnenje skupščine, je bila v zvezi z organizacijo in drugih zadevah povezanih z gensi.